# María Elena Romay
María Elena "Lina" Romay (16 de gener de 1919 - 17 de desembre de 2010) va ser una actriu i cantant mexicana. Va ser filla de Porfirio Romay, que aleshores treballava en el consolat de Mèxic a Los Angeles (Califòrnia, Estats Units). Va aparèixer en imatge real al curtmetratge de dibuixos animats "Señor Droopy" (1949).
Va actuar durant un temps amb Xavier Cugat abans de retirar-se. Va morir a l'edat de 91 anys, el 17 de desembre de 2010, de causes naturals en un hospital de Pasadena, Califòrnia.